# 埃施尔卡姆
埃施尔卡姆是德国巴伐利亚州的一个市镇。总面积60.51平方公里，总人口3412人，其中男性1661人，女性1751人（2011年12月31日），人口密度56人/平方公里。